# Marcaltő megállóhely
Marcaltő megállóhely egy Veszprém vármegyei vasúti megállóhely Egyházaskesző településen, a MÁV üzemeltetésében. Egyházaskesző északkeleti határszéle közelében, a névadó Marcaltő település központjától mintegy 2 kilométerre délkeletre helyezkedik el, a két községet összekötő 84 115-ös számú mellékút vasúti keresztezésének déli oldalán. Közvetlen közúti elérését a 84 304-es számú mellékút teszi lehetővé.

## Vasútvonalak
A megállóhelyet az alábbi vasútvonalak érintik:
- Pápa–Csorna-vasútvonal

## Kapcsolódó állomások
A megállóhelyhez az alábbi állomások vannak a legközelebb:
- Rábahíd megállóhely (Pápa–Csorna-vasútvonal)
- Nemesgörzsöny megállóhely (Pápa–Csorna-vasútvonal)

## Forgalom
| Járat        | Útvonal | Gyakoriság   |
| ------------ | --- | ------------ |
| személyvonat | Csorna – Rábapordány – Egyed-Rábacsanak – Szany-Rábaszentandrás – Rábahíd – Marcaltő – Nemesgörzsöny – Pápa | Napi 2-3 pár |